# الن تسلف
اِلن تِسْلِف (۵ اکتبر ۱۸۶۹–۱۲ ژانویه ۱۹۵۴) نقاش فنلاندی در سبک اکسپرسیونیسم بود، وی از برجسته‌ترین هنرمندان مدرنیست این کشور شناخته می‌شود.

## پیشینه
تسلف در هلسینکی متولد شد، و پدرش یک نقاش آماتور بود. در سال ۱۸۸۷ به مدت دو سال در مدرسه طراحی انجمن هنر فنلاند (دانشکده هنرهای زیبا، هلسینکی) نزد گونار برنتسون تحصیل کرد. در سال ۱۸۹۱، تسلف به پاریس نقل مکان و در آکادمی کولاروسی ثبت نام کرد.

## دوران حرفه‌ای
تسلف تمام عمر خود را در فنلاند، فرانسه و ایتالیا گذراند. او در بسیاری از نمایشگاه‌های بزرگ در قرن بیستم شرکت کرد، به‌ویژه در سال ۱۹۴۹ نقاشی‌های او در نمایشگاه بزرگ هنر نوردیک در کپنهاگ به نمایش درآمد و مورد تحسین رسانه‌ها قرار گرفت. او هرگز ازدواج نکرد.
تسلف در آغاز کار خود بر روی نقاشی‌های نمادین به سبکی شبیه به اوژن کریر کار می‌کرد، اگرچه او اصرار داشت که بیشتر تحت تأثیر ادوارد مانه بوده‌است. بعدها، او به سمت اکسپرسیونیسم و مدرنیسم، به ویژه مناظر، رفت.او هرگز ازدواج نکرد.